# Classe Saphir
La classe Saphir di sei sommergibili posamine appartenne alla Marine nationale e fu progettata verso la metà degli anni venti: dotata di una trentina di mine e sette tubi lanciasiluri da 550 mm e 400 mm, oltreché di vasta autonomia, si dimostrò una delle classi francesi più riuscite nella categoria. Subito dopo la conquista tedesca della Francia (1940) la classe rimase in disarmo a Biserta e Tolone, eccettuato il Rubis che si unì alla Royal Navy; nel 1943 il capoclasse e altri due battelli furono catturati dalla Regia Marina, solo per finire affondati in Tunisia o in porti italiani, uno fu mandato a fondo a Tolone dall'equipaggio e il Perle raggiunse gli Alleati in Nordafrica: fu però distrutto nel luglio 1944 in un caso di fuoco amico.
Il Rubis uscì indenne dalla guerra e fu tenuto in servizio dalla ricostituita Marine nationale fino al 1949.

## Progetto
Subito la conclusione vittoriosa della prima guerra mondiale, la Francia intraprese uno studio della propria branca subacquea allo scopo di ampliarla e migliorarla; questi piani non furono ostacolati dal trattato navale di Washington del febbraio 1922, che si occupava di grandi navi capitali, come corazzate e incrociatori da battaglia, e non considerava il naviglio minore o subacqueo. Gli ambienti tecnici della Marine nationale suddivisero la futura flotta sottomarina in tre categorie fondamentali: grandi sommergibili da crociera oceanica; sommergibili costieri, per operare soprattutto nelle acque dell'Europa; e infine sommergibili posamine. Questi tre gruppi erano accomunati da una serie di peculiarità, quali ad esempio tubi lanciasiluri montati sullo scafo esterno e brandeggiabili, una cura particolare nella manovrabilità in superficie e un livello di abitabilità superiore alla media coeva (motivata dal fatto che i battelli avrebbero potuto operare in aree tropicali, dove si estendeva l'Impero coloniale francese). Tra i battelli avuti dalla Kaiserliche Marine in conto di riparazione di guerra, l'SM U-79 e l'SM U-119 erano unità posamine, che i francesi analizzarono con cura. Sulla base dei risultati ottenuti e delle proprie necessità, nella prima metà degli anni venti furono redatti i progetti per una classe di sommergibili di questa categoria, battezzata Saphir e con la denominazione in codice di "progetto Q6". Si trattò della classe di sommergibili più equilibrata e riuscita della marina militare di Parigi.

## Caratteristiche tecniche
I Saphir erano battelli lunghi 64,90 metri tra le perpendicolari e 65,90 metri fuori tutto, con una larghezza massima di 7,20 metri e un pescaggio di 4,30 metri; erano caratterizzati dalla presenza di un doppio scafo. Il dislocamento normale era di 681 tonnellate o di 773 tonnellate in superficie; in immersione il dislocamento aumentava a 940 tonnellate. L'apparato propulsore era formato da due motori Diesel Normand-Vickers e da due motori elettrici. I motori Normand-Vickers, usati durante la navigazione in superficie, erogavano una potenza di 1 300 shp e garantivano una velocità massima di 12 nodi (22,8 km/h); quelli elettrici, impiegati in immersione, sviluppavano 1 000 shp e garantivano una velocità massima di 9 nodi (17,1 km/h). Il gasolio per gli apparati diesel era contenuto in un unico serbatoio da 76,20 tonnellate: questa scorta garantiva un'autonomia di 7 000 miglia alla velocità di 7,5 nodi in emersione (ovvero 12 964 chilometri a 14,3 km/h) e di 80 miglia a 4 nodi in immersione (1 482 chilometri a 7,6 km/h). Ai motori erano vincolati due alberi con un'elica ciascuno. La profondità operativa massima dei Saphir era pari a 80 metri.
L'armamento tradizionale della classe si articolava su sette tubi lanciasiluri, di cui tre a prua da 550 mm, due a poppa da 400 mm e gli ultimi due (uno da 550 mm e l'altro da 400 mm) in un impianto esterno, accomodato in un apposito recesso nello scafo esterno e brandeggiabile; questa installazione non era però ricaricabile in corso di navigazione. La dotazione offensiva principale erano però le mine navali, conservate in sedici pozzi verticali che erano stati ricavati nello scafo esterno: ogni pozzo conteneva due ordigni, per un totale di 32 armi, rilasciate attraverso un sistema meccanico azionato dall'interno. Sul ponte, davanti alla falsatorre, era stato installato un cannone Modèle 1928 da 75 mm L/35, a doppio uso: contro gli aeroplani era impiegabile una munizione fissa esplosiva da 6,2 chili, che raggiungeva una velocità alla volata di 570 m/s. Una granata perforante del peso di circa 8 chili, che raggiungeva una velocità alla volta di 505 m/s, era invece disponibile per affrontare sommergibili avversari in superficie. La difesa contraerea era stata irrobustita con un impianto binato dotato di mitragliatrici pesanti da 13,2 mm, che si trovava a poppa della falsatorre.
L'equipaggio della classe ammontava a tre ufficiali e 37 tra sottufficiali e marinai. Due fonti parlano invece di 42 uomini in totale.

## Costruzione
La classe Saphir fu ordinata nel corso di un arco di tempo relativamente lungo: due esemplari furono inclusi nel programma navale del 1925, quattro furono suddivisi tra gli anni fiscali e i programmi del periodo 1926-1929. Dopo il successo ottenuto con i Saphir la Marine nationale passò alla successiva classe Émeraude di mezzi subacquei posamine, senza peraltro riuscire a vararne un solo esemplare a causa degli eventi dell'estate 1940. L'arsenale di Tolone si aggiudicò la costruzione di tutti e sei i sommergibili, impostati tra il maggio 1926 e il luglio 1931, varati tra il dicembre 1928 e il luglio 1935 e completati tra il settembre 1930 e il marzo 1937. Ogni esemplare ebbe all'inizio un identificativo alfanumerico, poi rimpiazzato dal nome definitivo: Q145 (futuro Saphir), Q146 (Turquoise), Q152 (Nautilus), Q158 (Rubis), Q173 (Diamant) e Q184 (Perle). Nel 1939 equipaggiavano le 20^ e 21^ divisioni sommergibili posamine della flotta del Mediterraneo.

## Unità
| Nome      | Cantiere           | Impostazione    | Varo              | Completamento     | Destino finale |
| --------- | ------------------ | --------------- | ----------------- | ----------------- | --- |
| Saphir    | Arsenale di Tolone | 25 maggio 1926  | 20 dicembre 1928  | 30 settembre 1930 | Effettivo alla 20ª divisione posamine di Biserta. Catturato nel dicembre 1942 dal Regno d'Italia, probabilmente affondato nel settembre 1943 dalla Germania nazista.                                   |
| Turquoise | Arsenale di Tolone | 20 ottobre 1926 | 16 maggio 1929    | 10 settembre 1930 | Effettivo alla 20ª divisione posamine di Biserta. Catturato nel dicembre 1942 dal Regno d'Italia e autoaffondato il 6 maggio 1943; recuperato dagli Alleati e radiato nel 1947                         |
| Nautilus  | Arsenale di Tolone | 8 agosto 1927   | 21 marzo 1930     | 15 luglio 1931    | Effettivo alla 20ª divisione posamine di Biserta. Catturato nel dicembre 1942 dal Regno d'Italia, affondato il 31 gennaio 1943 da attacco aereo a Biserta; recuperato dagli Alleati e radiato nel 1947 |
| Rubis     | Arsenale di Tolone | 3 aprile 1929   | 30 settembre 1931 | 4 aprile 1933     | Effettivo alla 20ª divisione posamine di Biserta. Distaccato nell'aprile 1940 nel Regno Unito. Catturato nel luglio 1940 dal Regno Unito, trasferito alla France libre; radiato nel 1949               |
| Diamant   | Arsenale di Tolone | 21 luglio 1930  | 18 maggio 1933    | 20 giugno 1934    | Effettivo alla 21ª divisione posamine di Tolone. Autoaffondatosi a Tolone il 27 novembre 1942, recuperato nel marzo 1943 e affondato l'11 giugno 1944 da attacco aereo                                 |
| Perle     | Arsenale di Tolone | 21 luglio 1931  | 30 luglio 1935    | 1º marzo 1937     | Effettivo alla 21ª divisione posamine di Tolone. Passato agli Alleati nel novembre 1942, affondato l'8 luglio 1944 per errore da attacco aereo alleato nell'oceano Atlantico                           |

## Impiego operativo

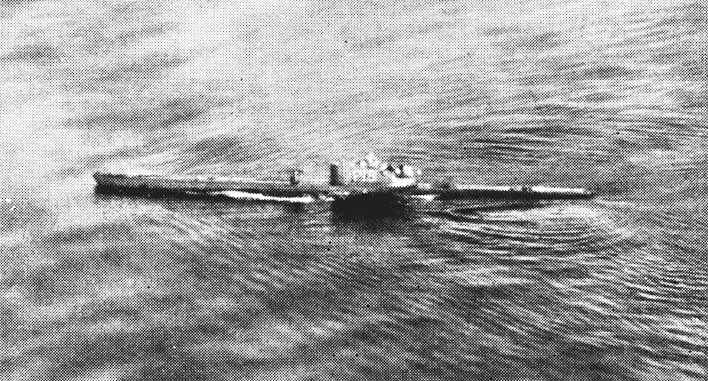
Il Rubis, l'esemplare più di successo della classe

Nel settembre 1939, allo scoppio della seconda guerra mondiale in Europa, i moderni Saphir furono incaricati di pattugliamenti nelle acque mediterranee ed europee, collaborando inoltre con la Royal Navy: il Rubis, ad esempio, fece base in Inghilterra per contribuire alla posa di campi minati nel Mare del Nord. La capitolazione francese del 22 giugno 1940 lo trovò in territorio britannico e l'equipaggio si unì alle modeste forze navali della Francia libera, con le quali conobbe un notevole servizio di guerra: le sue mine causarono l'affondamento di una quindicina tra mercantili e unità militari ausiliarie della Kriegsmarine, il che ne fece il miglior battello della sua categoria nel corso della guerra. Il Rubis sopravvisse alla guerra con all'attivo anche una nave silurata e fu avviato alla demolizione nella primavera 1949. Il Saphir, il Turquoise e il Nautilus furono sorpresi dall'armistizio a Biserta, dove furono posti in disarmo; il Perle e il Diamant ebbero lo stesso trattamento a Tolone.
L'8 novembre 1942 gli Alleati sbarcarono in forze nell'Africa settentrionale controllata dal governo di Vichy; il 10 la Germania, preoccupata della tenuta del debole stato di Vichy e della defezione di importanti personalità francesi in campo alleato, attivò l'operazione Anton per occupare militarmente tutta la Francia metropolitana. Il grosso della flotta francese, ferma a Tolone, si autoaffondò in massa il 27 novembre per non cadere nelle mani dell'Asse e il Diamant ne condivise la sorte, ma il Perle preferì fuggire e raggiunse gli Alleati; fu inviato nel 1943 negli Stati Uniti per essere ammodernato e riparato: fu però colato a picco l'8 luglio 1944, in pieno Atlantico, da un velivolo alleato che lo aveva scambiato per un U-Boot. In dicembre forze italo-tedesche si impossessarono anche del protettorato francese in Tunisia e i tre Saphir fermi a Biserta furono requisiti dai tedeschi, che li cedettero alla Regia Marina; essa tentò di rimetterli in efficienza e provvide inoltre a ridenominarli in FR 112 (il Saphir) e FR 116 (il Turquoise). Sembra che il Nautilus non ebbe alcuna designazione, dato che fu affondato da un attacco aereo il 31 gennaio 1943 e l'ex Turquoise, lasciato a Biserta, fu lì mandato a fondo dagli italiani il 6 maggio prima di ripiegare dalla città: i due battelli furono recuperati dagli Alleati, ma non ripresero più servizio e furono demoliti nel dopoguerra. Il Saphir fu trainato in Italia e preso dai tedeschi all'indomani dell'armistizio dell'8 settembre 1943 i quali, sembra, lo fecero saltare in aria in porto.